# Ludéřov
Ludéřov je vesnice, část obce Drahanovice v okrese Olomouc. Nachází se asi 2 km na západ od Drahanovic. Prochází zde silnice II/448. V roce 2009 zde bylo evidováno 142 adres. V roce 2001 zde trvale žilo 343 obyvatel.
Ludéřov je také název katastrálního území o rozloze 6,44 km2. V katastrálním území Ludéřov leží i Kníničky a Střížov.
Na katastru Ludéřova se nachází významná archeologická lokalita – keltská viereckschanze Švédské šance.

## Historie
První písemná zmínka o obci pochází z roku 1349, kdy je zmiňován tehdejší majitel obce, Ludéř z Ludéřova. Podle odhadů historiků by se mohlo jednat o zakladatele obce, který sídlil na tvrzi, která je dnes v místech, kde stojí barokní sýpka. Koncem 14. století přešla tvrz do vlastnictví rodu z Čekyně a zmiňována je ještě roku 1447, kdy byla obec prodána rodem Benešů z Ludéřova Janu Smilovi z Křemže, ovšem pouze jako kopec, což by mělo být místo, kde stávala tvrz. V pozdějších zmínkách je však znovu uváděna tvrz, takže mohlo dojít k její obnově. Dalším majitelem byl od roku 1490 panský rod ze Švábenic, který ji držel až do roku 1547, kdy ji koupil olomoucký měšťan Lukáš Grym. Od roku 1631 je uváděn Ludéřov jako součást laškovského panství. Po častých střídáních majitelů byla konečně roku 1740 připojena k náměšťskému panství.

## Památky
- Kaple Panny Marie Růžencové z roku 1884
- Kamenný sloup se sochou svatého Jana Nepomuckého z roku 1710
- Památník Svatopluka Čecha z roku 1908
- Barokní sýpka
- Kaple sv. Barbory z první poloviny 18. století

## Hasiči

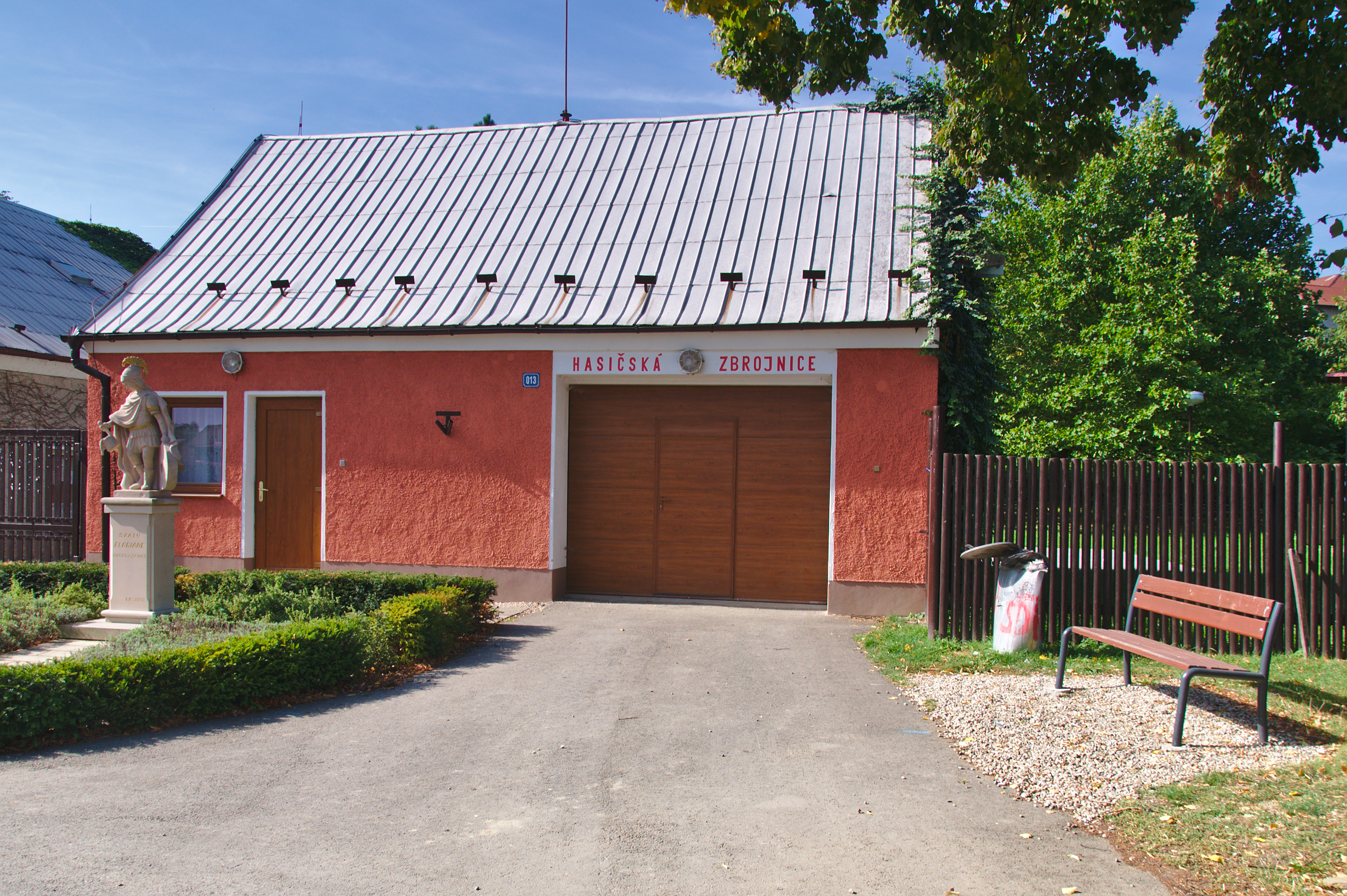
Hasičská zbrojnice

Sbor dobrovolných hasičů byl v Ludéřově založen v roce 1892 a ve svých řadách čítá okolo 60 členů včetně dětí. Hasiči v Ludéřově jsou odjakživa tvůrci kulturního dění na vesnici. Pořádají plesy, taneční zábavy a hasičské soutěže. Sbor pak od 90. let celoročně pečuje o jemu svěřený areál za hasičskou zbrojnicí „Ve Vale“. V roce 2012 vybudovat SDH Ludéřov sochu svého patrona sv. Floriána před hasičskou zbrojnicí.
Od roku 1997 hasiči pořádají oslavu patrona hasičů sv. Floriána, která je spojena s pohárovou soutěží. V roce 2016 byl uspořádán 1. ročník noční hasičské soutěže "LUDRA CUP", která je pravidelně součástí seriálu závodů Olomoucké noční ligy v požárním útoku. V roce 2019 pak hasiči z Ludéřova poprvé uspořádali soutěž zařazenou do Ligy mladých hasičů okresu Olomouc.

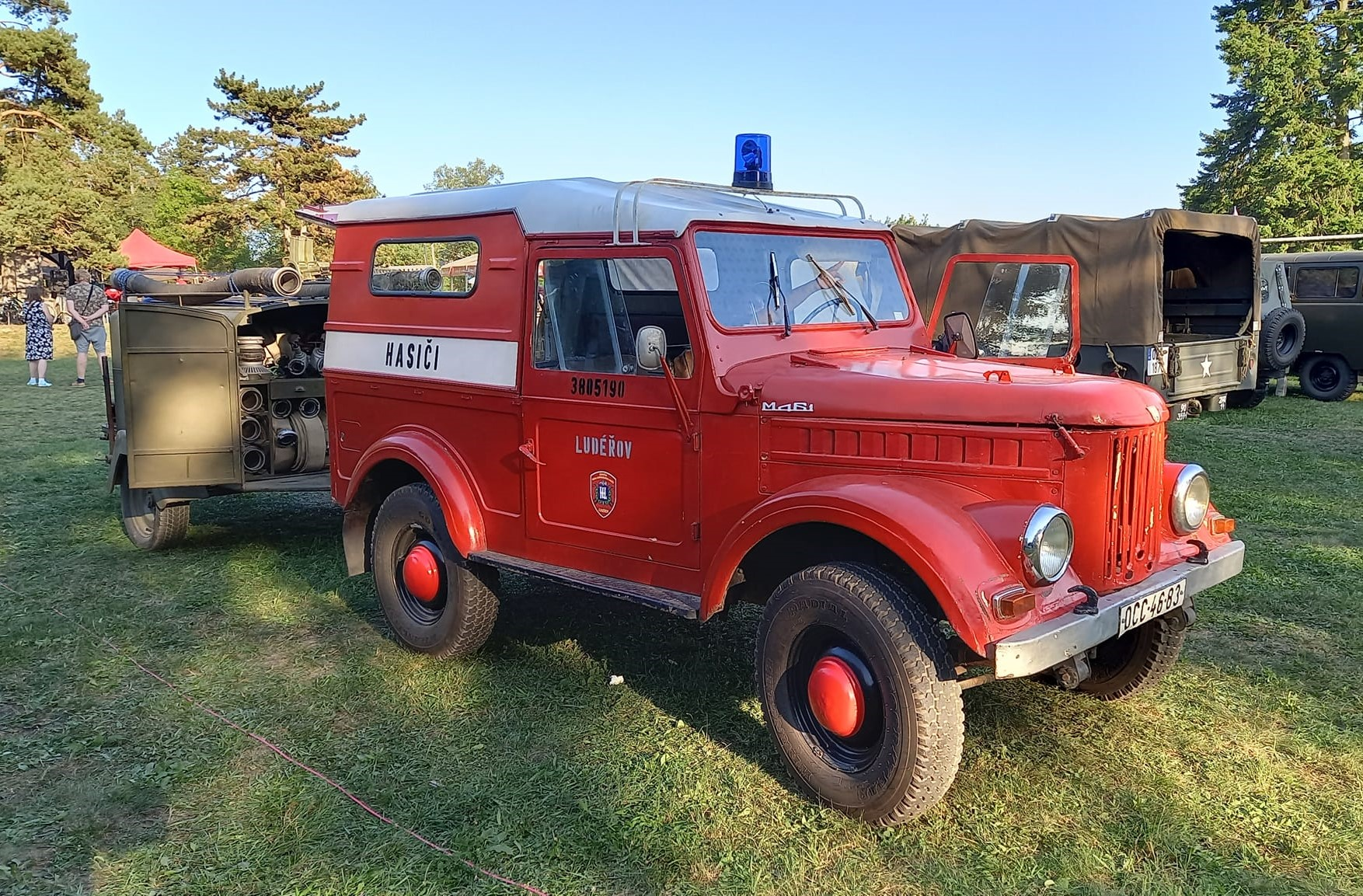
Vozidlo ARO M461 s přívěsnou požární stříkačkou PPS8

V oblasti požárního sportu dospělých patří mezi největší úspěchy hasičů z Ludéřova zejména:
- 11. místo Lukáše Navrátila na Mistrovství ČR dorostu v roce 2013
- 3. místo mužů na Krajském kole PS v Ostravě v roce 2016
- titul mistrů Olomoucké noční ligy v požárním útoku v kategorii mužů pro rok 2017
- celkové 2. místo Lukáše Navrátila v Českém poháru TFA pro rok 2023 (reprezentace Hasičského záchranného sboru Olomouckého kraje)

Sbor také aktivně pěstuje mládež. Mezi největší úspěchy dětských kolektivů SDH Ludéřov patří:
- 8. místo Aloise Navrátila na Mistrovství ČR v běhu na 60 m překážek v roce 2022
- titul mistrů Ligy MH Olomouc v kategoriích přípravka, mladší žáci a starší žáci v roce 2023

SDH Ludéřov má ve svých řadách i aktivní hasičské veterány, které lze převážně vidět na dobových ukázkách hasičské techniky. Od roku 2023 má SDH Ludéřov v majetku historické zásahové vozidlo ARO M461 a k němu i přívěsnou požární stříkačku PPS8.

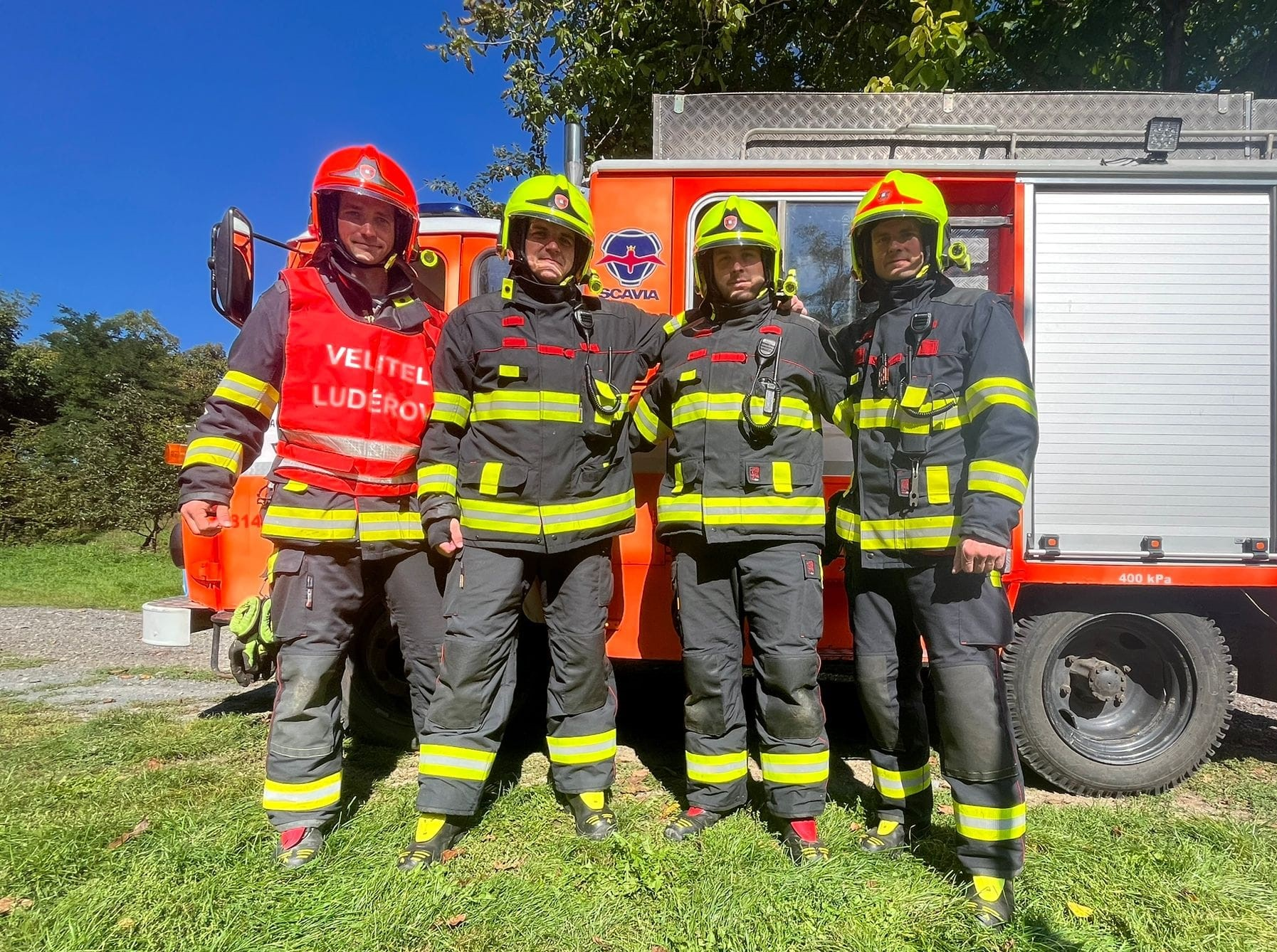
Družstvo JSDH Ludéřov po vítězství na soutěži "O hanáckó sekyrko" v roce 2023"

Zásahová jednotka SDH Ludéřov čítá ve svých řadách 17 členů a je zařazena do kategorie JPO V. Zabezpečuje tedy organizovaný výjezd družstva 1+3 nejpozději do 10 minut od vyhlášení poplachu. Jednotka se zaměřuje především na likvidaci hmyzu, technické zásahy a plošné události. Od roku 2023 disponuje přístrojem AED pro poskytnutí neodkladné první pomoci a asistenci ZZS. Mezi úspěchy JSDH Ludéřov patří celkové vítězství v soutěži hasičských jednotek "O hanáckó sekyrko" v Kostelci na Hané v roce 2023.

## Významní rodáci
- Bohuslav Heža (v seznamech pilotů uváděn jako Héža)[7] (1914–1983) – letec 311. perutě RAF[8]
- Karel Dospiva (1935–2012) – český dirigent

## Fotogalerie

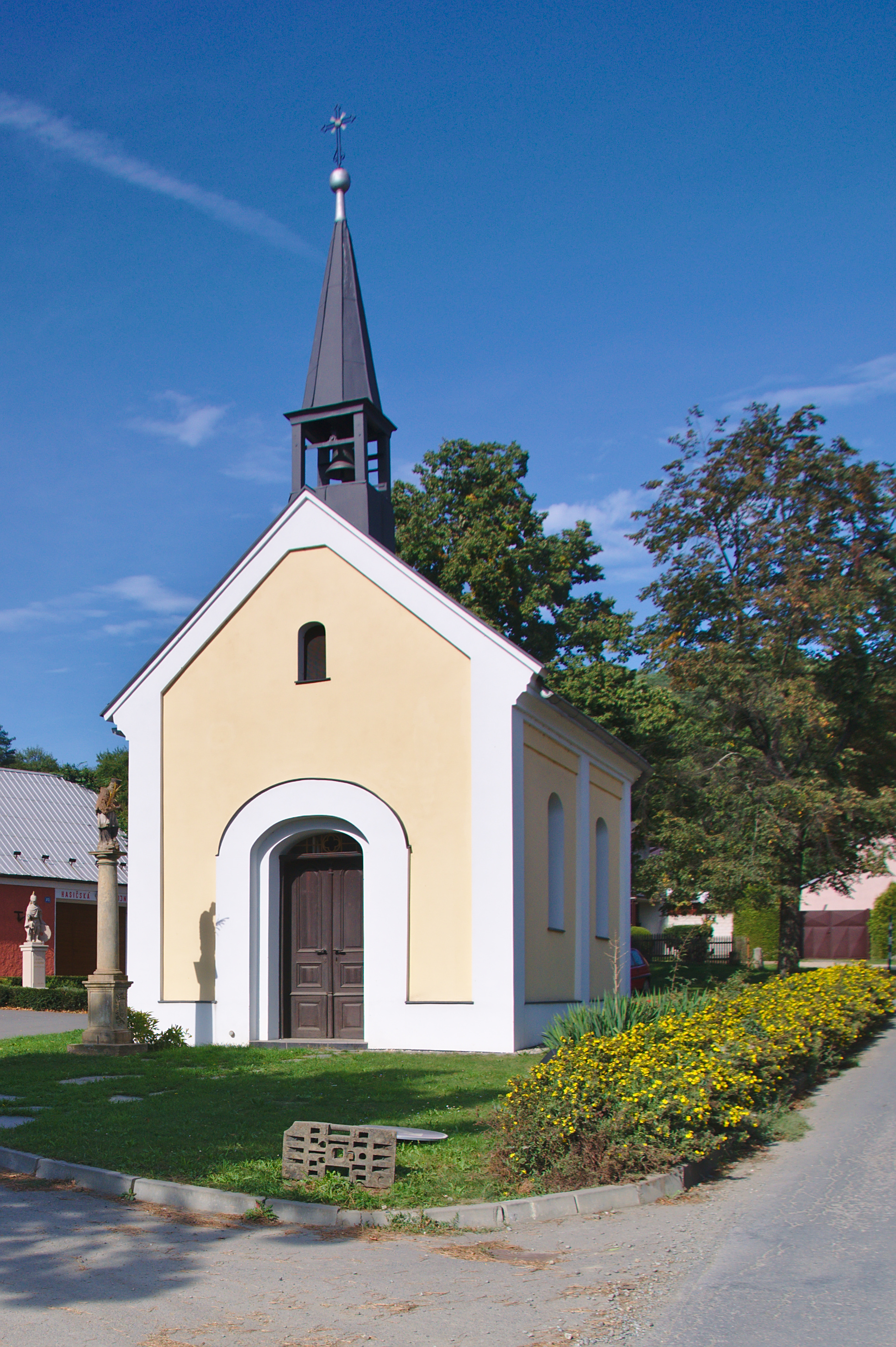
Kaple Panny Marie Růžencové
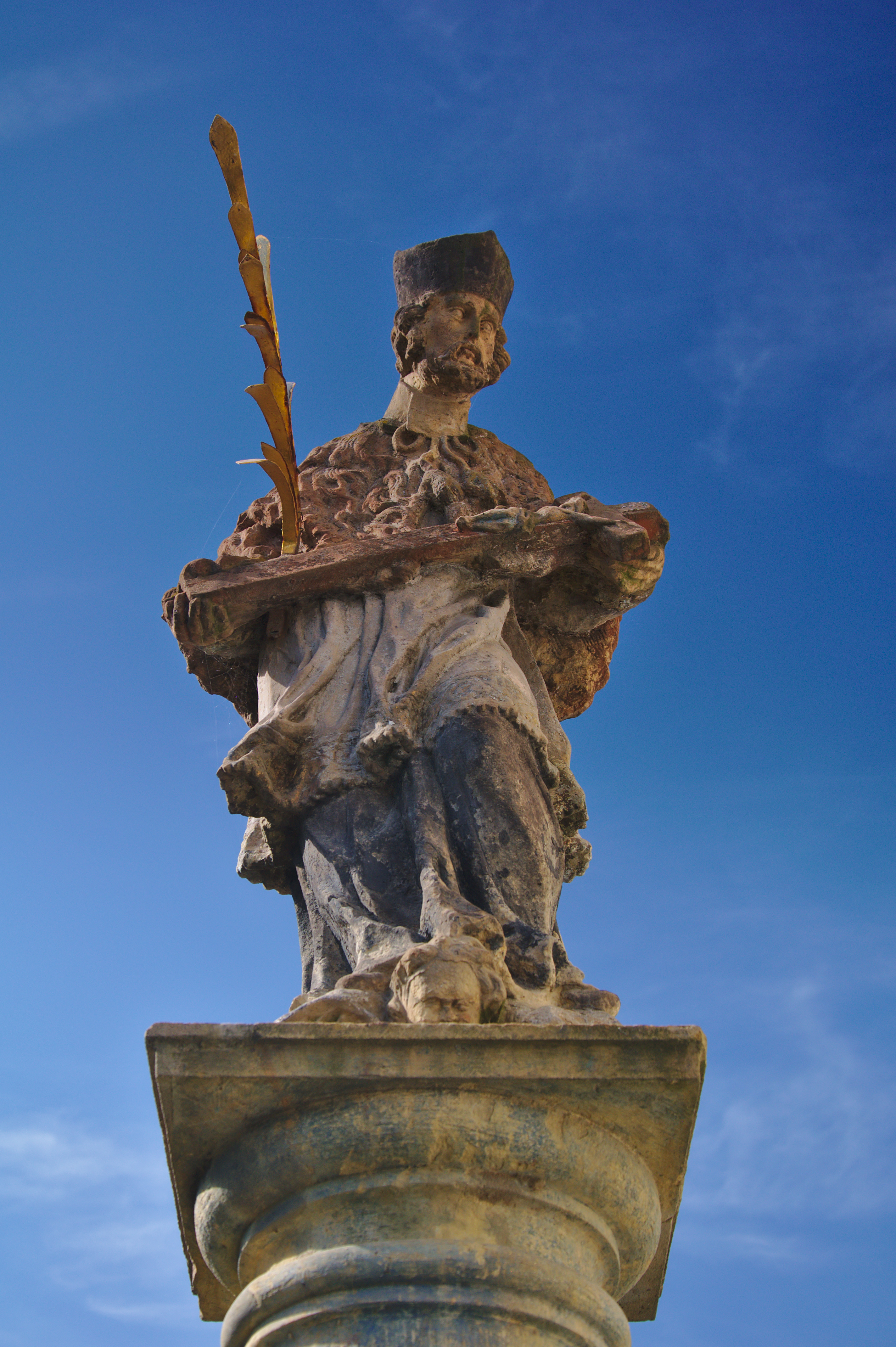
Sloup se sochou svatého Jana Nepomuckého
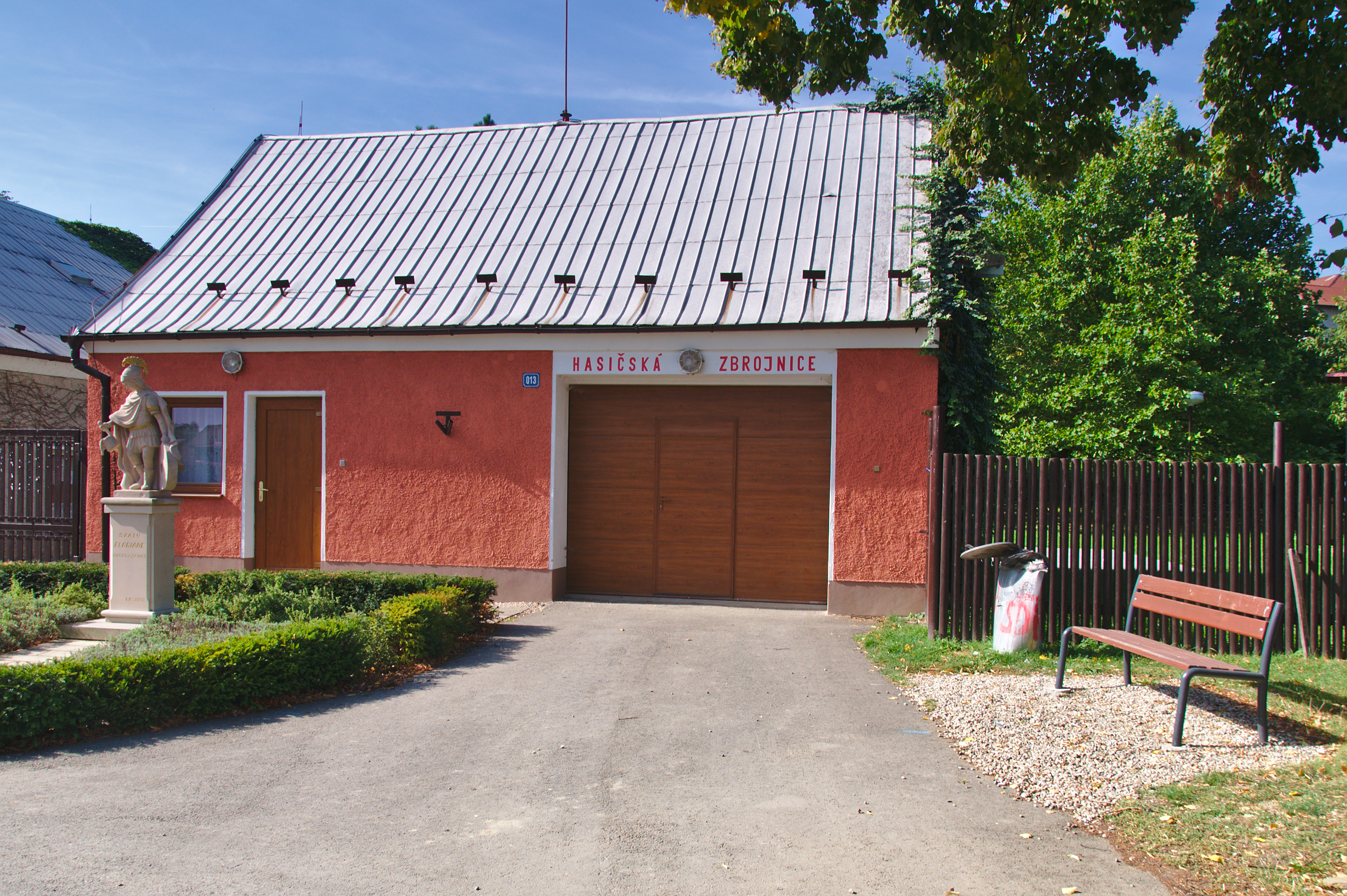
Hasičská zbrojnice
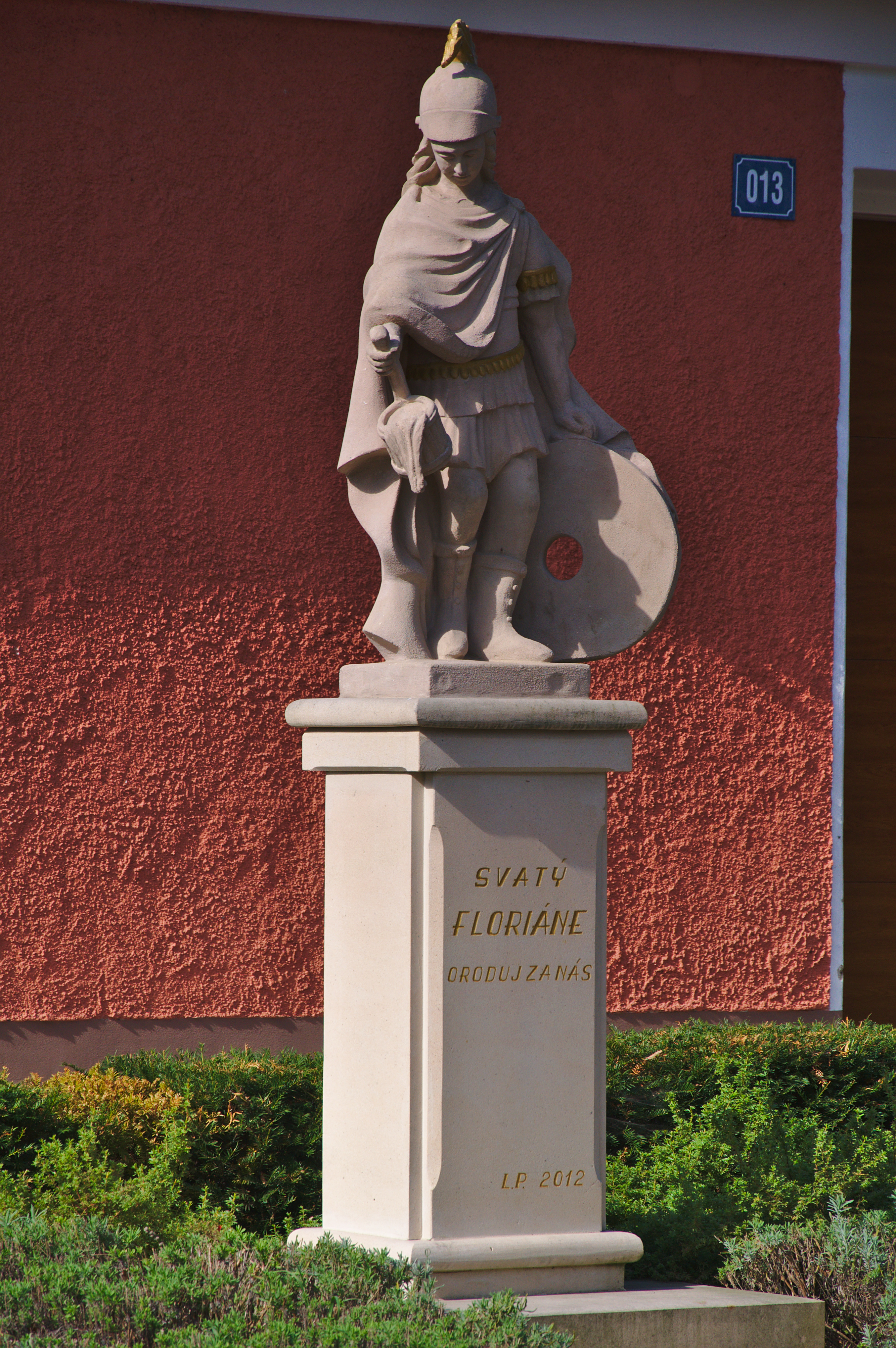
Socha svatého Floriána před hasičskou zbrojnicí
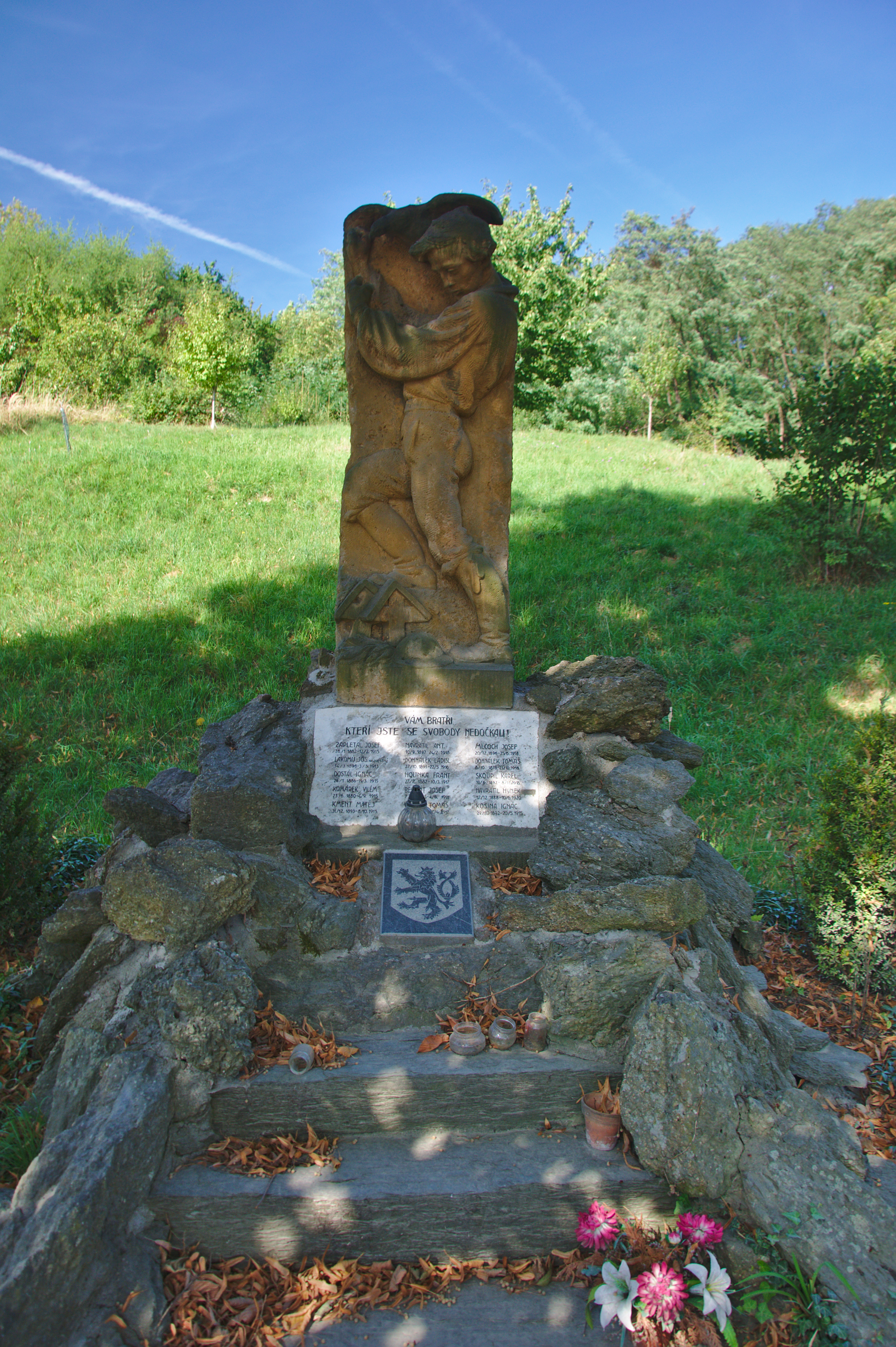
Památník obětem první světové války
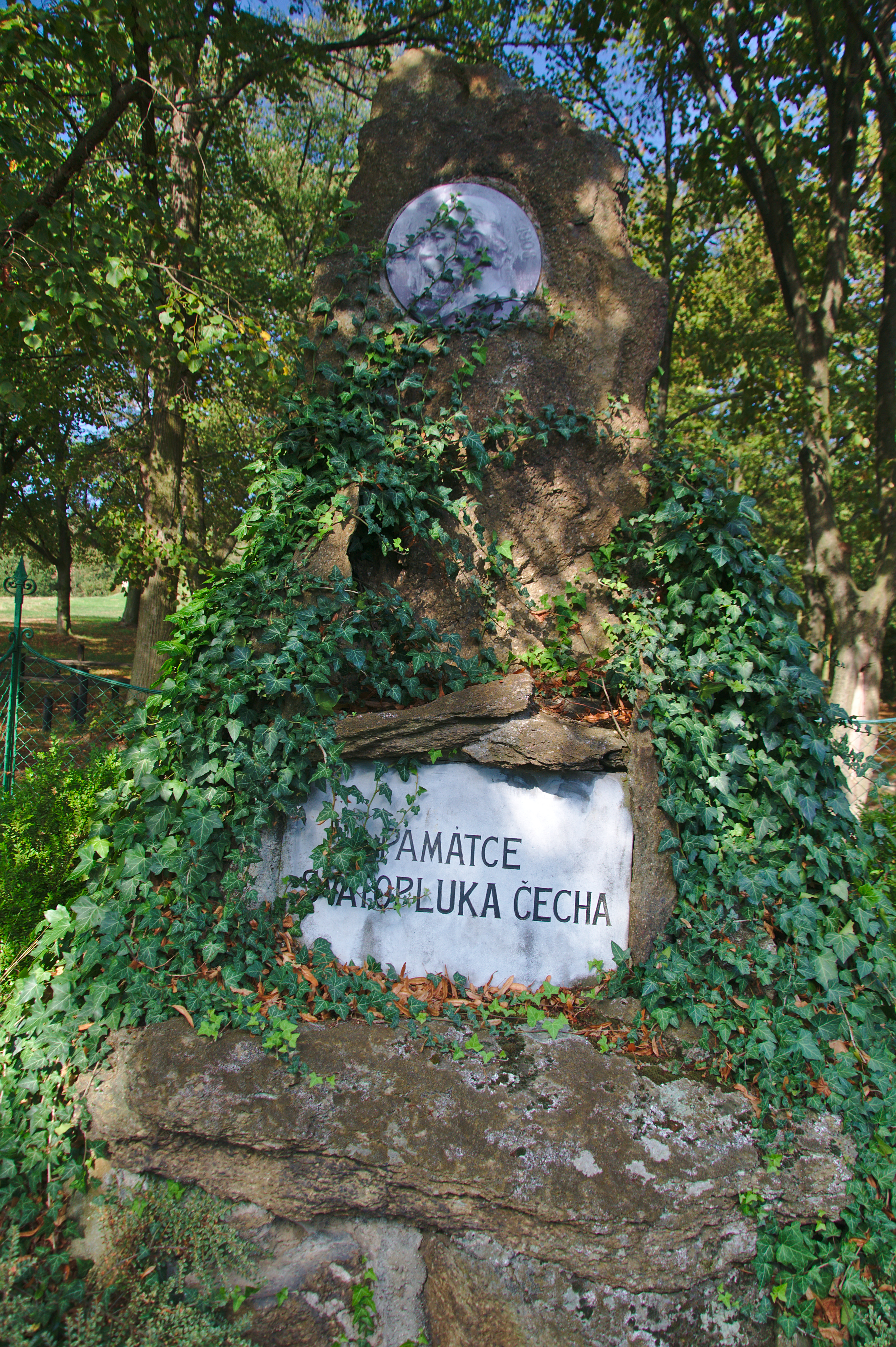
Památník Svatopluka Čecha
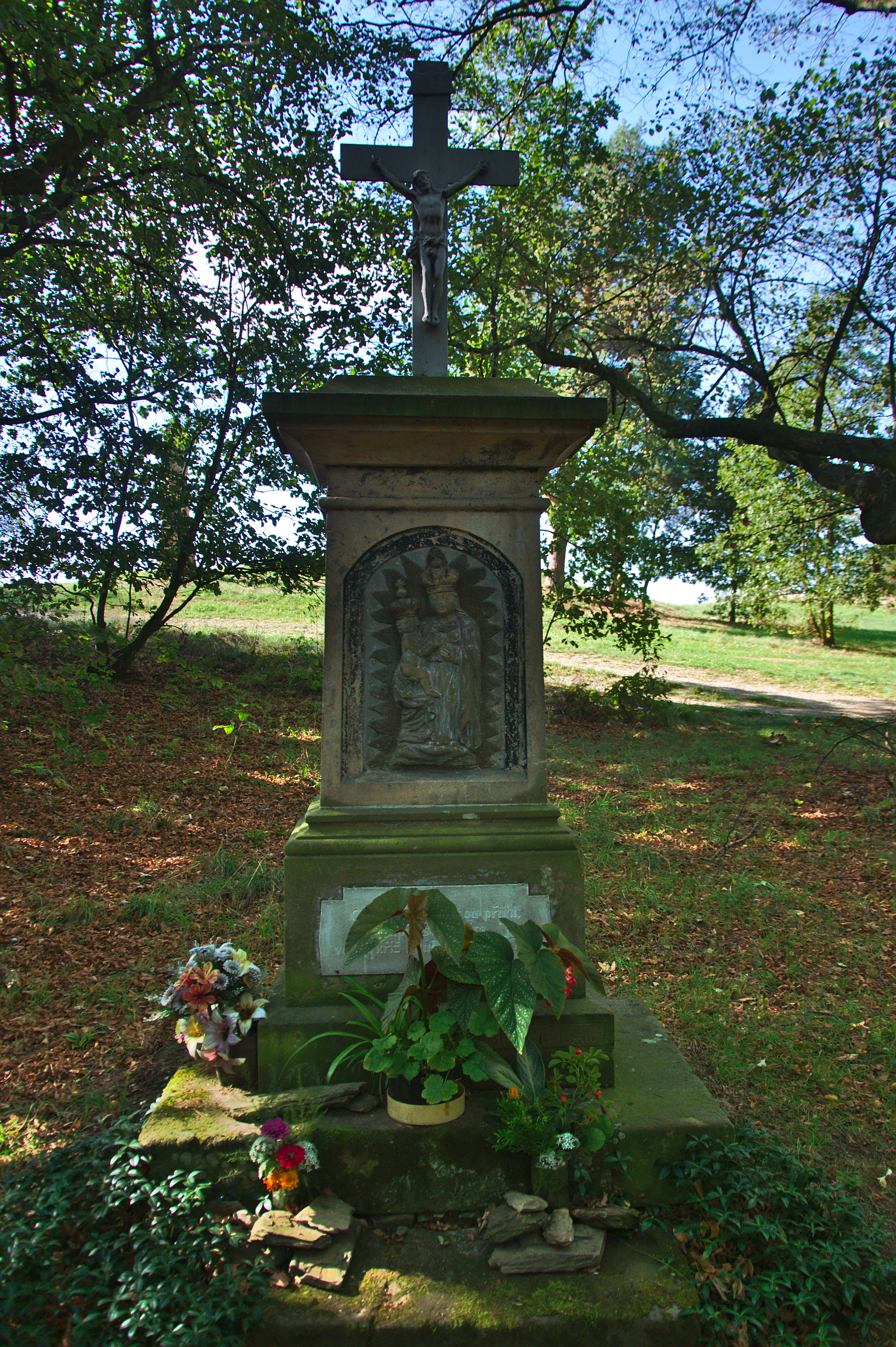
Kříž u Švédských šancí